# Ocado
Ocado est une entreprise britannique de grande distribution spécialisée dans le commerce en ligne notamment alimentaire.

## Histoire
En décembre 2017, le groupe Casino signe un accord avec le britannique Ocado, leader mondial de la distribution alimentaire en ligne, pour développer en France une plateforme technologique qui comprend notamment un entrepôt automatisé. Monoprix devrait pouvoir utiliser le premier cette plateforme en 2020.
En novembre 2020, Ocado annonce l'acquisition de Kindred Systems et de Haddington Dynamics, deux entreprises spécialisées dans la robotique, pour respectivement 262 et 25 millions